# Kentin Mahé
Kentin Mahé (født 22. maj 1991) er en fransk håndboldspiller som spiller i VfL Gummersbach og Frankrigs herrerhåndboldlandshold.